# Polyommatus marcida
Espèce
Polyommatus marcida est une espèce asiatique de lépidoptères (papillons) de la famille des Lycaenidae et de la sous-famille des Polyommatinae. 

## Description
L'imago de Polyommatus marcida est un petit papillon qui présente des ailes postérieures festonnées et ressemble, par la forme de ses ailes, à Polyommatus daphnis. Les ailes sont noires au lieu d'être bleues chez Polyommatus daphnis[réf. souhaitée].

## Distribution
L'espèce est présente au Kurdistan, dans les monts Elbourz et dans le Grand Caucase.

## Taxonomie
Synonymes d'après FUNET Tree of Life (10 mars 2019) :
- Lycaena marcida Lederer, [1870] — protonyme
- Papilio meleager Esper, 1778
- Meleageria marcida (Lederer, [1870])